# Ileret
Ileret (auch Illeret) ist ein Dorf im Marsabit County, Kenia.  Es liegt in Nordkenia, am Ostufer des Turkana-Sees, nördlich des Sibiloi Nationalparks und nahe der Grenze zu Äthiopien.
Die Bevölkerung gehört dem Volk der Dassanetch an.

Das Dorf liegt auf einem lang gestreckten Sandhügel. In Ileret gibt es ein Polizeicamp, in dem zwei Einheiten stationiert sind: Reguläre Polizei und GSU, und eine Niederlassung der Tierärzte ohne Grenzen. Die römisch-katholische Pfarrei ist ein Außenposten der Pfarrei North Horr. Sie wird betreut von Missionsbenediktinern der Benediktinerkongregation von St. Ottilien.
Das Gelände des Dorfes liegt im Bereich des weitläufigen Forschungsgebietes Koobi Fora. In Fachkreisen der Paläoanthropologie ist Ileret bekannt aufgrund von 1,51 bis 1,53 Millionen Jahre alten fossilen Fußspuren, die Homo erectus zugeschrieben werden. Diese rund 100 freigelegten Fußabdrücke belegen, dass Homo erectus sowohl über einen im Wesentlichen dem modernen Menschen entsprechenden Bau der Füße als auch über eine vergleichbare Form der aufrechten, zweibeinigen Fortbewegungsweise verfügte. Dies ermöglichte ihm, „größere Entfernungen zurückzulegen und in unterschiedlichere Habitate zu gelangen,“ was wiederum die Voraussetzung dafür gewesen sei, andere Kontinente zu besiedeln. Ausgehend von einer Gruppe von Fußabdrücken schlossen die Forscher zudem zurück auf das Gewicht und hierdurch auf das Geschlecht der Personen. Diese Analysen ergaben „dass mehrere erwachsene Männer der Gruppe angehörten, was auf eine gewisse Toleranz hindeutet, möglicherweise sogar auf eine Kooperation.“

## Belege
1. ↑  Florian von Bayern: Weil es etwas Größeres gibt. Mein Leben in Afrika, Herder, Freiburg i. B. 2010, ISBN 978-3-451-06951-2
2. ↑  „The Ileret prints show that by 1.5 Ma, hominins had evolved an essentially modern human foot function and style of bipedal locomotion.“ Zitiert aus: Matthew R. Bennett et al.: Early Hominin Foot Morphology Based on 1.5-Million-Year-Old Footprints from Ileret, Kenya. In: Science. Band 323, 2009, S. 1197–1201; doi:10.1126/science.1168132.
3. ↑  Jack Harris, Co-Autor der Publikation zu den Ileret-Fußspuren, zitiert in: Robert Adler: Fossil footprints reveal modern walk. In: New Scientist vom 7. März 2009, S. 10 und Online-Version vom 26. Februar 2009.
4. ↑  Homo erectus ging wie wir. Auf: mpg.de vom 12. Juli 2016.
 Kevin G. Hatala et al.: Footprints reveal direct evidence of group behavior and locomotion in Homo erectus. In. Scientific Reports. Band 6, Artikel-Nr. 28766, 2016, doi:10.1038/srep28766.